# Samgyetang

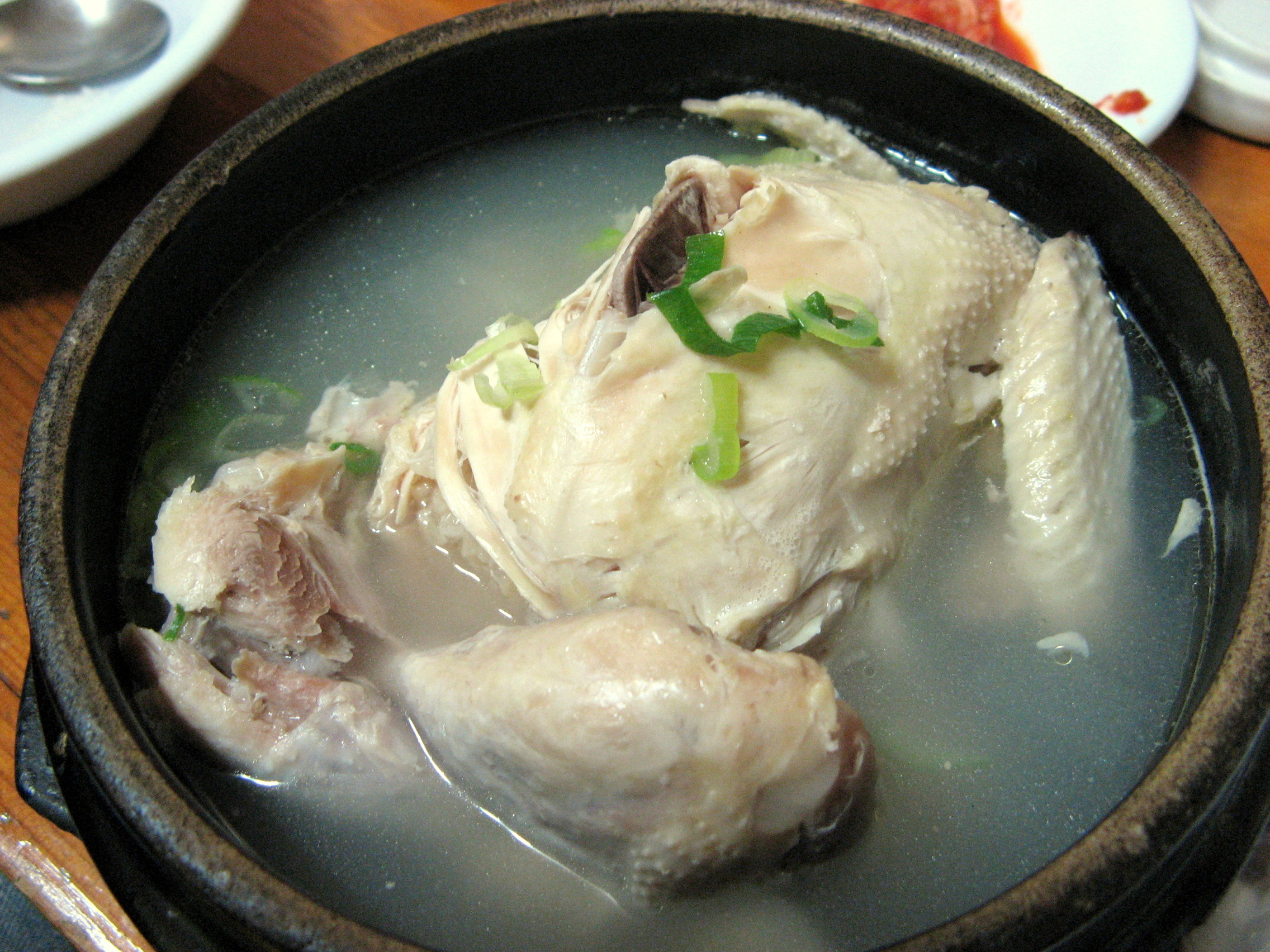
Samgyetang.

Le samgyetang (hangul : 삼계탕 ; hanja : 蔘鷄湯 ; prononcé : [samgjetʰaŋ]) est un plat coréen, une soupe de poulet au ginseng. Elle est faite à partir d'un jeune poulet farci avec du riz gluant et cuit avec un bouillon de ginseng coréen, des graines de jujube séchées, de l’ail et du gingembre. Selon la recette, on peut aussi ajouter d’autres plantes médicinales telles que les baies de goji (gugija), le dangsam (Codonopsis pilosula), et l'angélique de Chine (danggwi).